# Berend Reinders

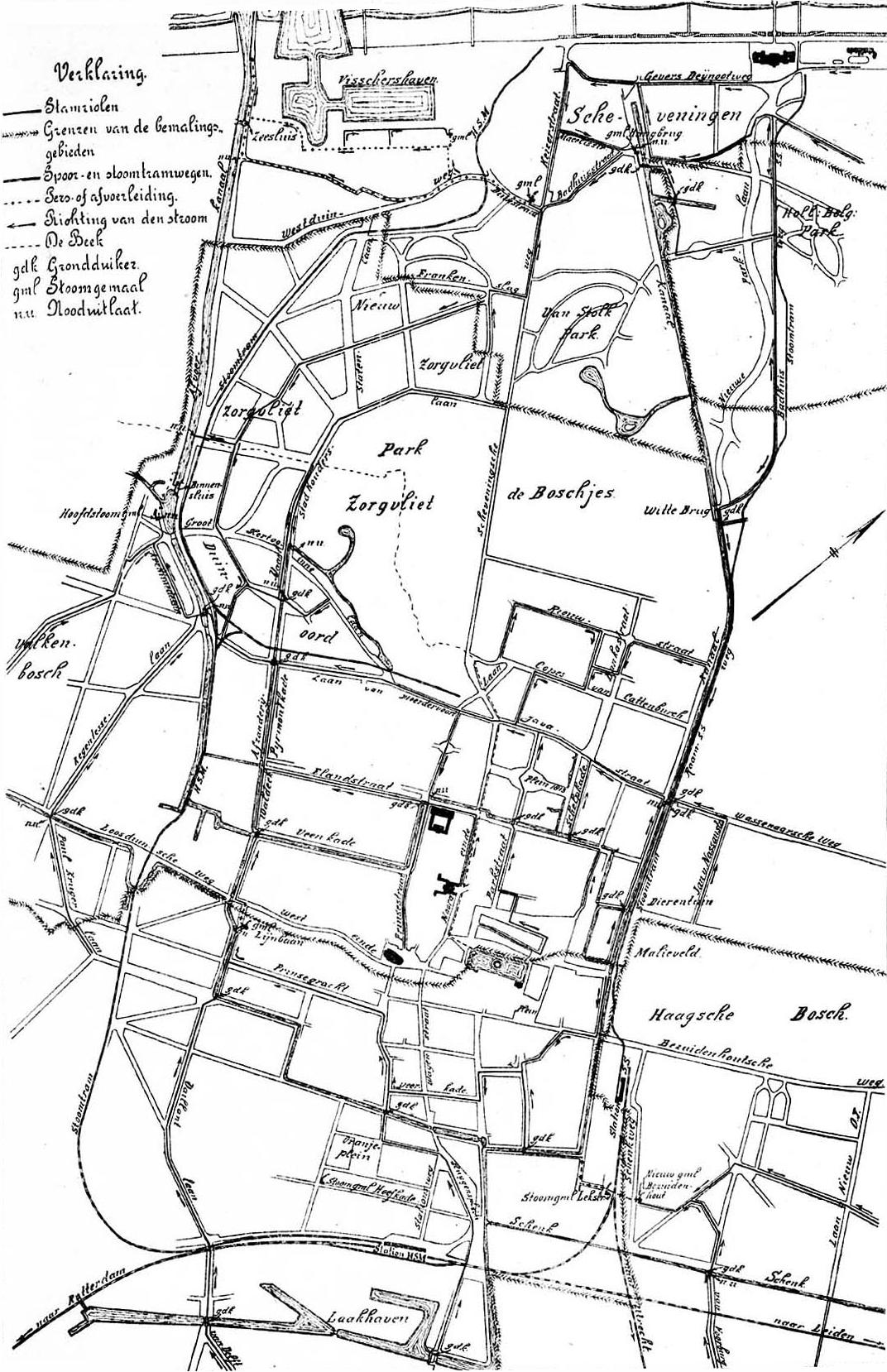
Riolenstelsel, Den Haag. 1907.

Berend Reinders (Groningen, 4 januari 1825 – Den Haag, 8 januari 1890) was een Nederlands architect en directeur van de Gemeentewerken van Den Haag.
In 1854 werd Reinders gemeentearchitect van Zwolle, als opvolger van Zeger van der Bie. Op 12 januari 1875 werd hij benoemd tot directeur van de Gemeentewerken van Den Haag, welke ambt hij vanaf 1 maart van dat jaar uitoefende. Op dat moment onderging Den Haag een sterke toename van de bevolking, waardoor haar een grote stadsuitbreiding te wachten stond.
Onder het directeurschap van Reinders kwamen dan ook veel belangrijke werken tot stand, waaronder een groot aantal scholen, die de Wet op het lager onderwijs van 1878 noodzakelijk maakte, een gasfabriek, de Gemeente-Apotheek, het centraal bureau voor politie, brandweergebouwen in zowel Den Haag als in Scheveningen, de nieuwe vleugel van het stadhuis, maar ook het rioolspoelsysteem in Scheveningen.
Zijn rapport getiteld Ontwerp van een rioolstelsel voor 's Gravenhage werd slechts gedeeltelijk uitgevoerd. Ook pleitte hij voor de verversing van de Haagse grachten door deze in de zee te laten lozen, wat uiteindelijk uitgevoerd werd door een Van der Vegt. Het griefde Reinders zeer dat hij dit werk niet zelf mocht uitvoeren. Zozeer zelfs, dat hij een adres stuurde aan de gemeenteraad, dat echter afgewezen werd. Reinders overleed na een korte ziekte.
- Biografisch Portaal: 29618830
- Gemeinsame Normdatei: 123498279
- RKD-Nederlands Instituut voor Kunstgeschiedenis: 108447
- Virtual International Authority File: 5842148